# ريان كارليل
ريان كارليل (بالإنجليزية: Ryan Carlyle)‏ هي لاعب كرة قدم أمريكية أمريكية، ولدت في 24 نوفمبر 1989 في ناياك في الولايات المتحدة.

## وصلات خارجية
- ريان كارليل على موقع سلسلة سباعيات الرغبي العالمية للسيدات (الإنجليزية)
- ريان كارليل على موقع اللجنة الأولمبية الدولية (الإنجليزية)
- ريان كارليل على موقع أوليمبيديا (الإنجليزية)
- ريان كارليل على موقع اللجنة الأولمبية والبارالمبية الأمريكية (الإنجليزية)